# زیردریایی یو-۴۱۳
زیردریایی یو-۴۱۳ (به انگلیسی: German submarine U-413) یک زیردریایی بود که طول آن ۶۷٫۱ متر (۲۲۰ فوت ۲ اینچ) بود. این زیردریایی در سال ۱۹۴۲ ساخته شد.